# Cattedrali in Austria
Questa è una lista di cattedrali in Austria.

## Chiesa cattolica

### Cattedrali attuali
| Città           | Cattedrale                                     | Diocesi                         | Immagine |
| --------------- | ---------------------------------------------- | ------------------------------- | -------- |
| Bregenz         | Abbazia territoriale di Wettingen-Mehrerau     | Abbazia territoriale            |          |
| Eisenstadt      | Cattedrale di San Martino e Ruperto            | Eisenstadt                      |          |
| Feldkirch       | Cattedrale di San Nicola                       | Feldkirch                       |          |
| Graz            | Cattedrale di Sant'Egidio                      | Graz-Seckau                     |          |
| Gurk            | Concattedrale dell'Assunzione di Maria Vergine | Gurk                            |          |
| Klagenfurt      | Cattedrale dei Santi Pietro e Paolo            | Gurk                            |          |
| Innsbruck       | Cattedrale di San Giacomo                      | Innsbruck                       |          |
| Linz            | Cattedrale dell'Immacolata Concezione          | Linz                            |          |
| Salisburgo      | Cattedrale dei Santi Ruperto e Virgilio        | Salisburgo                      |          |
| Seckau          | Cattedrale di Seckau                           | Graz-Seckau                     |          |
| Sankt Pölten    | Cattedrale di Santa Maria Assunta              | Sankt Pölten                    |          |
| Vienna          | Cattedrale di Santo Stefano                    | Vienna                          |          |
| Wiener Neustadt | Cattedrale di San Giorgio                      | Ordinariato militare in Austria |          |

### Ex cattedrali
- Cattedrale di Santa Maria Assunta, Wiener Neustadt
- Santuario di Santa Maria Assunta, Maria Saal
- Cattedrale di Sant'Andrea, Sankt Andrä
- Basilica di San Lorenzo, Enns
- Cattedrale di Sant'Ignazio, Linz
- Chiesa di San Pietro, Salisburgo
- Chiesa di Nostra Signora, Salisburgo
- Cattedrale di Santa Maria e Sant'Andrea, Leoben

## Chiesa ortodossa
| Città  | Cattedrale                              | Chiesa ortodossa              | Diocesi                              | Immagine |
| ------ | --------------------------------------- | ----------------------------- | ------------------------------------ | -------- |
| Vienna | Cattedrale di San Nicola                | Patriarcato di Mosca          | Eparchia di Vienna ed Austria        |          |
| Vienna | Cattedrale di Nostra Signora di Zeitoun | Chiesa ortodossa copta        | Eparchia copta d'Austria             |          |
| Vienna | Cattedrale della Santissima Trinità     | Patriarcato di Costantinopoli | Metropolia greco-ortodossa d'Austria |          |

## Cattedrali protestanti
- Cattedrale di San Salvatore, Vienna, Chiesa vetero-cattolica d'Austria